# Erik Matsson
Erik Matsson, död 17 februari 1593 i Stockholm, var en svensk ämbetsman.
Erik Matssons bakgrund är okänd, han härstammade troligen från Finland, hans syster var bosatt i Elimä och bland hans tidiga innehav märks ett stenhus i Åbo. I äldre litteratur har han ibland sammanblandats med adelsmannen Erik Körning. Erik Matsson omtalas första gången 1543 och var då verksam vid Kammarens uppbörd och var från 1544 kammarskrivare i Kammaren. 1545 inkallades han av Gustav Vasa för granskning av fogderäkenskaperna. 1549 var han tillförordnad kansliskrivare men hade där även kamerala uppdrag och från 1550 var han kamrerare i Kammaren. 1553 blev han tillförordnad kamrerare hos hertig Erik och var 1558-1660 chef för hertigens kammare i Kalmar. 1561 blev han kammarråd och upptogs samma år bland kansliskrivarna. 1562-1563 tillhörde han åter kammaren. 1563 var han sekreterare i Kungliga kansliet och var sekreterare hos slottsloven på Stockholms slott 1564 och 1567. Erik Matsson erhöll 1562 Nora i förläning och bytte 1568 till sig gården mot ett hus i Åbo. 1575 erhöll han frälsefrihet för gården. Erim Matsson var 1569-1579 häradshövding i Hattula och var en av emissarierna till marknaderna i Enköping 1569 och 1590, distingsmarknaderna i Uppsala 1575 och 1585 och samtinget i Strängnäs 1590. Han var en av kommissarie vid gränsmöten med danskarna i Avaskär 1572, och vid Sjöared 1573 och 1580. Han ingick i slottsloven på Stockholms slott 1570-1575, 1576, 1584 och 1586-1592 och omtalas 1580 som en av ståthållarna på slottet. 1586-1592 var han häradshövding i Vendels och Tierps härader.